# دانيال كولاس
هو، ممثل وكاتب مسرحي ومخرج فرنسي . ومن عام 2006 إلى عام 2011، كان مديرًا لمسرح ماثورين .

## المذكرات و المراجع
1. 1 2 3  وصلة مرجع: http://www.lesgensducinema.com/affiche_acteur.php?mots=Daniel+Colas&nom_acteur=COLAS%20Daniel&ident=28922&debut=0&record=1&from=ok.